# Huitième circonscription de Lille
La huitième circonscription de Lille était une circonscription législative française que comptait le département du Nord sous la  Troisième République de 1893 à 1919 et de 1928 à 1940.

## La circonscription de 1893 à 1919

### Description géographique et démographique
La huitième circonscription de Lille était située à la périphérie de l'agglomération Lilloise. Située entre la Belgique et le Pas-de-Calais, la circonscription est centrée autour de la ville de Tourcoing. 
Elle regroupait les divisions administratives suivantes : canton de Tourcoing-Nord et le  canton de Tourcoing-Sud.

### Historique des députations
| Législature    | Début de mandat  | Fin de mandat   | Député élu     | Parti politique | Observations                                   |
| -------------- | ---------------- | --------------- | -------------- | --------------- | ---------------------------------------------- |
| 6e législature | 3 septembre 1893 | 31 mai 1898     | Gustave Dron   | Républicain     |                                                |
| 7e législature | 22 mai 1898      | 7 novembre 1898 | Albert Masurel |                 | Invalidation de l'élection, le 7 novembre 1898 |
| 7e législature | 25 décembre 1898 | 31 mai 1902     | Gustave Dron   | Républicain     |                                                |

## La circonscription de 1902 à 1919

### Description géographique et démographique
La huitième circonscription de Lille était située à la périphérie de l'agglomération lilloise. Située entre la Belgique et le Pas-de-Calais, la circonscription est centrée autour de la ville de Tourcoing. 
Elle regroupait les divisions administratives suivantes : canton de Tourcoing-Nord-Est et le  canton de Tourcoing-Sud.

### Historique des députations
| Législature     | Début de mandat | Fin de mandat   | Député élu     | Parti politique | Observations                       |
| --------------- | --------------- | --------------- | -------------- | --------------- | ---------------------------------- |
| 8e législature  | 11 mai 1902     | 31 mai 1906     | Gustave Dron   | Gauche radicale |                                    |
| 9e législature  | 20 mai 1906     | 31 mai 1910     | Gustave Dron   | Gauche radicale |                                    |
| 10e législature | 8 mai 1910      | 21 janvier 1914 | Gustave Dron   | Gauche radicale | Renonce pour se présenter au Sénat |
| 11e législature | 10 mai 1914     | 7 décembre 1919 | Albert Inghels | SFIO            |                                    |

## La circonscription de 1928 à 1940

### Description géographique et démographique
La huitième circonscription de Lille était située à la périphérie de l'agglomération Lilloise. Située entre la Belgique et le Pas-de-Calais, la circonscription est centrée autour de la ville de Roubaix. 
Elle regroupait les divisions administratives suivantes : canton de Roubaix-Nord et le  canton de Roubaix-Ouest.

### Historique des députations
| Législature     | Début de mandat | Fin de mandat | Député élu       | Parti politique        | Observations                                                                                    |
| --------------- | --------------- | ------------- | ---------------- | ---------------------- | ----------------------------------------------------------------------------------------------- |
| 14e législature | 29 avril 1928   | 31 mai 1932   | Henri Détailleur | Républicains de gauche |                                                                                                 |
| 15e législature | 8 mai 1932      | 31 mai 1936   | Léandre Dupré    | SFIO                   |                                                                                                 |
| 16e législature | 3 mai 1936      | 31 mai 1942   | Léandre Dupré    | SFIO                   | Un décret de juillet 1939 a prorogé jusqu'au 31 mai 1942 le mandat des députés élus en mai 1936 |